# James Fiennes, 1. Baron Saye and Sele
James Fiennes, 1. Baron Saye and Sele (* um 1395; † 4. Juli 1450 in Cheapside, City of London) war ein englischer Adliger. 

## Leben
Er war der Sohn von Sir William Fiennes of Herstmonceux (1357–1403), Sheriff von Sussex, und dessen Gattin Elizabeth Batesford.
Er kämpfte im Hundertjährigen Krieg in Frankreich, wo ihn König Heinrich V. mit der Seigneurie Court-le-Comte belehnte. Mit durch Kriegsdienst erlangten Vermögen ließ er sein Anwesen Knole House in Kent 1436 erheblich ausbauen.
1433 war er Justice of the Peace für Kent und 1436 Sheriff von Kent. 1438 war er auch Sheriff von Surrey und Sussex. Zwischen 1439 und 1447 war er als Knight of the Shire für Kent Mitglied des House of Commons.
Im Februar 1447 wurde er durch Letters Patent zum erblichen Baron Saye and Sele erhoben und wurde Mitglied des House of Lords. Zudem wurde er 1447 Chamberlain of England, Warden of the Cinque Ports und Konstabler von Dover Castle. Zudem wurde er in den Kronrat (Privy Council) berufen. 1449 wurde er zudem Treasurer of England. Da das House of Commons ihm eine Mitverantwortung am fast vollständigen Verlust der englischen Besitztümer in Nordfrankreich zuschob, wurde er im Frühjahr 1450 seiner Ämter enthoben und im Tower of London eingesperrt. Als im Sommer 1450 ein Mob aufständischer Rebellen unter Jack Cade durch die City of London zog, wurde er diesen am 3. Juli 1450 zur Beschwichtigung übergeben. Von diesen wurde er am Folgetag in Cheapside enthauptet.

## Ehe und Nachkommen
Er war mit Emiline Cromer († 1452) verheiratet, die 1448 als Lady of the Garter in den Hosenbandorden aufgenommen wurde. Mit ihr hatte er einen Sohn und Erben, William Fiennes, 2. Baron Saye and Sele (um 1428–1471), sowie mindestens eine Tochter.